# Savines-le-Lac
Savines-le-Lac je naselje in občina v jugovzhodnem francoskem departmaju Hautes-Alpes regije Provansa-Alpe-Azurna obala. Leta 2006 je naselje imelo 1.061 prebivalcev.

## Geografija
Kraj leži v pokrajini Daufineji na vzhodni obali največjega umetnega jezera v Evropi Lac de Serre-Ponçon, 30 km vzhodno od središča departmaja Gapa.

## Administracija
Savines-le-Lac je sedež istoimenskega kantona, v katerega so poleg njegove vključene še občine Puy-Saint-Eusèbe, Puy-Sanières, Réallon, Saint-Apollinaire in Le Sauze-du-Lac s 1.472 prebivalci.
Kanton je sestavni del okrožja Gap.

## Zgodovina
V sedmih stoletjih obstoja je Savines kar dvakrat menjal svojo lokacijo. Prvotno, v drugi polovici 13. stoletja, je stal na desnem bregu reke Durance, kjer se je vanjo izlival gorski potok Réallon, na mestu imenovanem "La Paroisse". Danes so tam vidne ruševine starodavnega gradu grofov La Font de Savine kot tudi prve župnijske cerkve. Vas je bila opuščena med francosko revolucijo zaradi opustešenja, ki so ga naredile narasle vode potoka Réallona. Njegov naslednik se je nahajal na levem bregu Durance na kraju imenovanem "La Charrière". Slednji je bil porušen 3. maja 1961 po zajezitvi reke in nastanku jezera. Sedanje naselje je bilo zgrajeno leto kasneje in poimenovano Savines-le-Lac.

## Zanimivosti
- jezero Lac de Serre-Ponçon, nastalo z zajezitvijo reke Durance leta 1961,
- župnijska cerkev Saint-Florent, posvečena škofu iz Orangea 15. julija 1962, naslednica nekdanjih cerkva, prve iz obdobja 11. do 13. stoletja, druge iz leta 1834,
- most Pont de Savines v dolžini 924 m povezuje vzhodno in zahodno obalo jezera, zgrajen leta 1960.

## Pobratena mesta
- Luserna San Giovanni (Piemont, Italija);